# Golden Streets of Glory
Golden Streets of Glory är ett studioalbum av Dolly Parton, innehållande spirituals, och släppt den 12 mars 1971. Albumet innehöll spår som "I Believe" och "How Great Thou Art", liksom en Dolly Partons tolkning av "Swing Low, Sweet Chariot".

## Låtlista
1. I Believe
2. Yes I See God
3. Master's Hand
4. Heaven's Just a Prayer Away
5. Golden Streets of Glory
6. How Great Thou Art
7. I'll Keep Climbing
8. Book of Life
9. Wings of a Dove
10. Lord, Hold My Hand